# Copelatus sanfilippoi
Copelatus sanfilippoi är en skalbaggsart som beskrevs av Bilardo och Pederzani 1972. Copelatus sanfilippoi ingår i släktet Copelatus och familjen dykare. Inga underarter finns listade i Catalogue of Life.